# Нови-ди-Модена
Нови-ди-Модена (итал. Novi di Modena) —  город в Италии, располагается в регионе Эмилия-Романья, подчиняется административному центру Модене.
Население составляет 10 396 человек, плотность населения составляет 204 чел./км². Занимает площадь 51 км². Почтовый индекс — 41016. Телефонный код — 059.
Покровителем коммуны почитается Архангел Михаил. Праздник ежегодно празднуется 29 сентября.